# Welby Van Horn
Welby Van Horn (Los Ángeles (California), 8 de septiembre de 1920 - West Palm Beach (Florida), 17 de septiembre de 2014) fue un tenista y entrenador estadounidense.

## Biografía
Cuando tenía 19 años, Van Horn llegó a la final del Campeonato nacional de EE. UU. De 1939 venciendo a John Bromwich aunque perdiónte Bobby Riggs en 56 minutos (6–4, 6–2, 6–4). Uno de los puntos culminantes de su carrera fue una aplastante derrota (6-0, 6-2, 6-1) ante el gran Bill Tilden en un partido entre los equipos de servicio del Imperio Británico y de EE. UU. En el Wimbledon en julio de 1945, supuestamente sufrió la peor paliza de la carrera de Tilden, aunque por aquel entonces tenía 52 años en ese momento, mientras que Van Horn tenía 25. Van Horn también ganó el Campeonato Pro de Estados Unidos de 1945. Se clasificó en el número 5 del mundo en la lista de profesionales (la "Asociación de Jugadores Profesionales", creada por Bill Tilden) en 1946.
Vivió brevemente en Atlanta, Georgia, donde había sido contratado como director del Piedmont Driving Club. En 1951, se mudó a Puerto Rico como entrenador en el Caribe Hilton Swim and Tennis Club, donde trabajó con muchos jóvenes prometedores, siendo el más notable Charlie Pasarell que llegó a ser el número 1 en EE. UU. en 1967, y con quien siguió entrenando en la gira principal. Otro joven notable fue Manuel Díaz, que más tarde se convertiría en una estrella del equipo de tenis de la Universidad de Georgia y entrenador de la UGA. Su carrera como entrenador siguió en su propia Academia en Boca Raton (Florida) y en los programas de tenis Welby Van Horn en varios lugares.

## Torneos de Grand Slam

### Finalista Individuales (1)
| Año  | Torneo                            | Oponente en la final | Resultado   |
| 1939 | US National Singles Championships | Bobby Riggs          | 4-6 2-6 4-6 |